# کنستانتینوس فلوروس
کنستانتینوس فلوروس (انگلیسی: Konstantinos Floros؛ زادهٔ ۲۴ ژوئن ۱۹۶۱) فرمانده نظامی یونانی است، که هم‌اکنون ریاست ستاد کل نیروهای مسلح یونان را برعهده دارد.